# Alveiro Sánchez
Alveiro Sánchez (La Tola,(Nariño),de ahí su apodo de “Tola”, 18 de noviembre de 1997) es un futbolista colombiano. Juega de delantero.
- llegó a la Institución cedido por la Escuela de Fútbol Carlos Sarmiento Lora, y durante el año anterior se convirtió en uno de los bastiones ofensivos de la categoría dirigida precisamente por el técnico Cárdenas, en la que con sus anotaciones contribuyó a la consecución de los títulos en el Campeonato Nacional Prejuvenil, la Copa de las Américas y el Torneo de la Liga Vallecaucana.

- Sus 36 tantos en la campaña del Campeonato Nacional pre juvenil, hablan del olfato goleador de este hábil y explosivo atacante, que también tiene proceso a nivel de selecciones, pues en el año 2012 tuvo la posibilidad de vestir la camiseta del combinado patrio Sub-15 en el Mundilaito Tahuichi Aguilera realizado en Bolivia, evento en el que consiguió cinco goles. Además de participar también con la tricolor en la Copa México de Naciones Sub-15 durante esa misma temporada. Sin contar sus actuaciones en Selección Valle, con la que también obtuvo un título.

## Clubes
| Club            | País     | Año         |
| --------------- | -------- | ----------- |
| Deportivo Cali  | Colombia | 2014 - 2016 |
| Deportivo Pasto | Colombia | 2016        |
| Deportivo Cali  | Colombia | 2017        |
| Orsomarso       | Colombia | 2018        |

## Palmarés

### Torneo Nacionales
| Título                | Equipo         | País     | Año  |
| --------------------- | -------------- | -------- | ---- |
| Superliga de Colombia | Deportivo Cali | Colombia | 2014 |
| Torneo Apertura       | Deportivo Cali | Colombia | 2015 |

### Torneos Locales
| Título                     | Club           | Año  |
| -------------------------- | -------------- | ---- |
| Campeonato Postobon Sub-19 | Deportivo Cali | 2012 |